# Utopía (película de 2018)
Utopía, la película es una película peruana de 2018, dirigida por Gino Tassara y Jorge Vilela, basada en el caso real del incendio de la discoteca Utopía en el año 2002. 
Se puede ver por la plataforma de streaming Netflix.

## Argumento
Julián (Renzo Schuller), un frustrado periodista de investigación, está obsesionado por reabrir el Caso Utopía, el incendio de la discoteca más exclusiva de Lima donde fallecieron 29 jóvenes. Tras varias idas y venidas, Julián inicia su investigación y conoce el drama de los deudos en su búsqueda de justicia reviviendo momentos claves del caso encontrando más preguntas que respuestas.
Basada en la tragedia que enlutó a varias familias en la discoteca bajo el mismo nombre en el año 2002, éste largometraje contará las historias no contadas del terrible suceso siniestro.

## Reparto

### Principales
- Renzo Schuller como Julián Contreras: Periodista interesado en el caso Utopía.
- Rossana Fernández-Maldonado como Elizabeth Rasmusen: La enamorada de Julián
- Carlos Solano como Victor Calahua: Bartender de la discoteca Utopía que ayuda a Julián con la investigación.

### Familia Gomberoff Elon
- Priscila Espinoza como Orly Gomberoff Elon.
- Fernando Bakovic como Fernando Gomberoff.
- Alexandra Graña como Daniela Elon de Gomberoff.

### Familia Caravedo Guidino
- Chiara Molina como Vanessa Ximena Caravedo Guidino.
- Tarik D'Onofrio como Leopoldo Caravedo Molinari.
- Leslie Stewart como Rochi Guidino.
- Matías Raygada como Leopoldo Caravedo Jr.
- Diego Reátegui como Diego Caravedo.
- Andrés Luna como Gonzalo Caravedo.
- Haydeé Cáceres como Clothy.
- Guty Carrera como Pipo: El enamorado de Vanessa.

### Familia Valverde Ocaña
- Valeria Bringas como Marcela Milagros Valverde Ocaña.
- Gianfranco Brero como Roberto Valverde.
- Marisa Minetti como Marcela Ocaña.

### Familia Von Ehren Campos
- Ítalo Maldonado como Larry Von Ehren Campos (Basado en Lawrence Von Ehren Campos).
- Nicolás Valdés como Alex Von Ehren Campos.
- Lucía Covarrubias como Enamorada de Alex.

### Familia de la Llave García Rosell
- Junior Silva como Flavio de la Llave.
- Katia Salazar como Sandra de la Llave.
- Diego Alonso Pérez como Renzo de la Llave.
- Lía Camilo como Giselle: La enamorada de Renzo.

### Familia Sayán Hormazábal
- Francisco Bass como Álvaro Sayán Hormazábal «El Ángel Blanco».
- Mari Pili Barreda como Pilar Hormazábal.
- Mía Owens como Anahí Sayán Hormazábal.

### Familia Delgado-Aparicio Villarán
- Ingrid Altamirano como Verónica Delgado-Aparicio Villarán.
- Carlos Mesta como Luis Delgado Aparicio «Saravá».
- Edith Tapia como María del Pilar Villarán
- Gabriel Gil como Camilo: El amigo de Verónica.

### Familia de la Flor Icochea
- Alicia Mercado como Silvia Virginia «Chivi» de la Flor Icochea.
- Cécica Bernasconi como Martha «Pepa» Icochea de la Flor.
- Javier Valdés como Dr. Manuel de la Flor.
- Natalia Cárdenas como Mariella de la Flor Icochea.
- Adriana Salas como Olga de la Flor Icochea.
- Mafer de la Llave como Adriana de la Flor Icochea.
- Sofía Canelo como Pia de la Flor Icochea.

### Familia Alfaro Melchiorre
- Natalia Salas como Maritza Alfaro.
- Kathy Serrano como Rossana Melchiorre.
- José Dammert como Guillermo Vilogrón: El enamorado de Maritza.

### Familia Bogasen Chaluja
- Braulio Chappell
- Sebastián Reátegui
- Sofía Bogani como Ángela Arce.
- Alexandra Barandiarán como Paloma.

### Grupo de amigos de Flavio
- Giovanni Arce como Carlos Augusto «Gordo» Haaker Pérez.
- José Diez Canseco como René.
- Jorge Gutiérrez como Ignacio: El amigo del grupo que es discriminado.

### Vinculados al incendio Utopía
- Diego Lombardi como Alejandro (Basado en Alan Azizollahoff Gate).
- César Gabrielli como Jared Mitfit (Basado en Fahed Mitre).
- Claudio Calmet como Ronny Ross (Basado en Percy North).
- Alfonso Dibós como Eduardo (Basado en Edgar Paz Ravines).
- Gonzalo Molina como Sebastián Ferrari (Basado en Roberto Ferreyros).
- Nicolas Fantinato como Alcalde Darwin Velásquez (Basado en el exalcalde Carlos Dargent).

### Empleados de Utopía
- Diego Hidalgo como Martín: El portero racista.
- Ana Isabel Padilla como Marcia: La limpiadora.
- Gabriel Itusaca como Dj Calamar.
- Alonso Cano como Pablo: El bartender y enamorado de Claudia.
- Kukuli Morante como Claudia Lao: La anfitriona y enamorada de Pablo.
- Gonzalo Ruíz como Mohamed: El fotógrafo.
- Stefanie Mauricci como Laura: La anfitriona que pasea a la mona.
- Fiorella Flores como Nuria: La anfitriona ambiciosa.

### Otros personajes
- Julio Marcone como César Nakazaki.
- Sylvia Majo como Mamacha: La vecina de Jicamarca.
- Analia Rodríguez como Patricia: La amiga de Mamacha.
- Rebeca Escribens
- Gloria Klein

## Recepción
Utopía en su primer fin de semana supera los 115 mil espectadores, aumentando luego a medio millón, como la tercera película peruana más vista del 2018.